# Attilio Mori

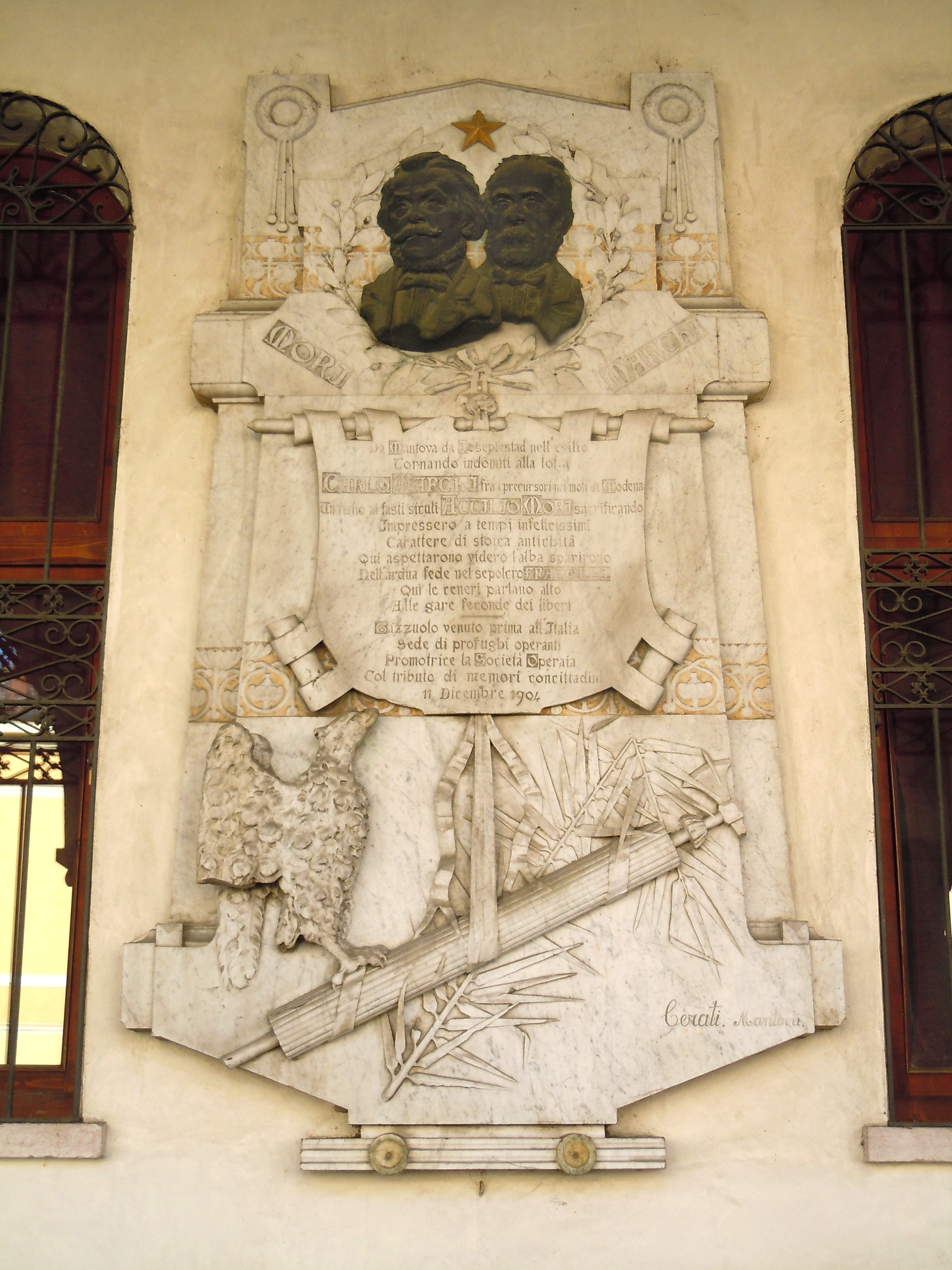
Gazzuolo, lapide a Attilio Mori e Carlo Marchi

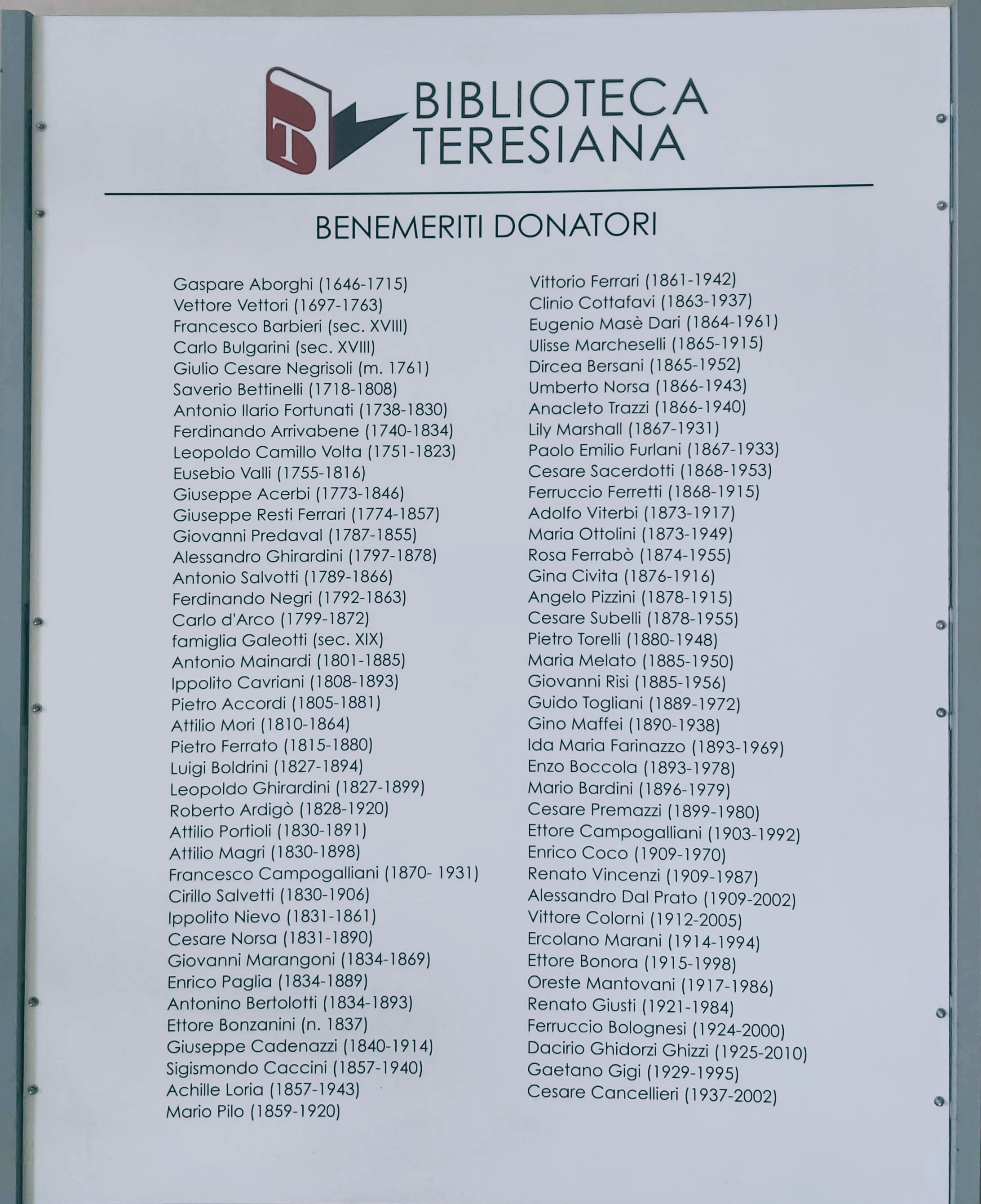
Attilio Mori tra i donatori della Biblioteca Teresiana di Mantova.

Attilio Mori (Mantova, 1810 – Cividale Mantovano, 8 aprile 1864) è stato un patriota italiano.

## Biografia
Si laureò in ingegneria all'Università di Pavia nel 1831 ma non poté mai esercitare la professione poiché l'autorità austriaca non gli dette l'autorizzazione necessaria a causa delle sue idee patriottiche. Fu tra gli organizzatori della cospirazione del 1851 contro gli austriaci. La prima riunione del 2 novembre 1850, costitutiva del comitato rivoluzionario, fu tenuta nella casa di Via Chiassi 10 a Mantova del nobile emigrato in Piemonte, Livio Benintendi, del quale era appunto amministratore Attilio Mori.
Dopo essere stato imprigionato nel 1851, il 10 dicembre 1852, evidentemente traumatizzato dalle cinque esecuzioni capitali di Belfiore del 7 dicembre, confessò la partecipazione alla cospirazione mazziniana. Il 3 marzo 1853, nonostante l'importante ruolo ricoperto come membro, insieme a don Enrico Tazzoli e Giovanni Acerbi, del comitato direttivo della congiura, la condanna a morte gli fu commutata in una pena detentiva di quindici anni di carcere. Graziato nel 1856, si rifugiò dal 1859 a Gazzuolo paese mantovano già annesso all'Italia, dove continuò la sua attività di sostegno alle campagne militari di Giuseppe Garibaldi.
Allo scopo partecipò attivamente nel Comitato Mantovano di Soccorso a Garibaldi (1860), nel Comitato di Provvedimento per Roma e Venezia (1861-1863) e nel Comitato Centrale dell'Associazione dei Comitati di Provvedimento (1861-1862). Fu tra gli organizzatori del "Banchetto dato in Castellucchio il 10 febbraio 1861" in onore dei garibaldini reduci della spedizione dei Mille e della campagna militare in Italia meridionale.Il figlio di Attilio, Temistocle, cadde presso Isernia proprio durante la Spedizione dei Mille.  Attilio Mori morì l'8 aprile 1864 nei pressi di Cividale mentre stava recandosi a sostenere la candidatura parlamentare di Benedetto Cairoli.

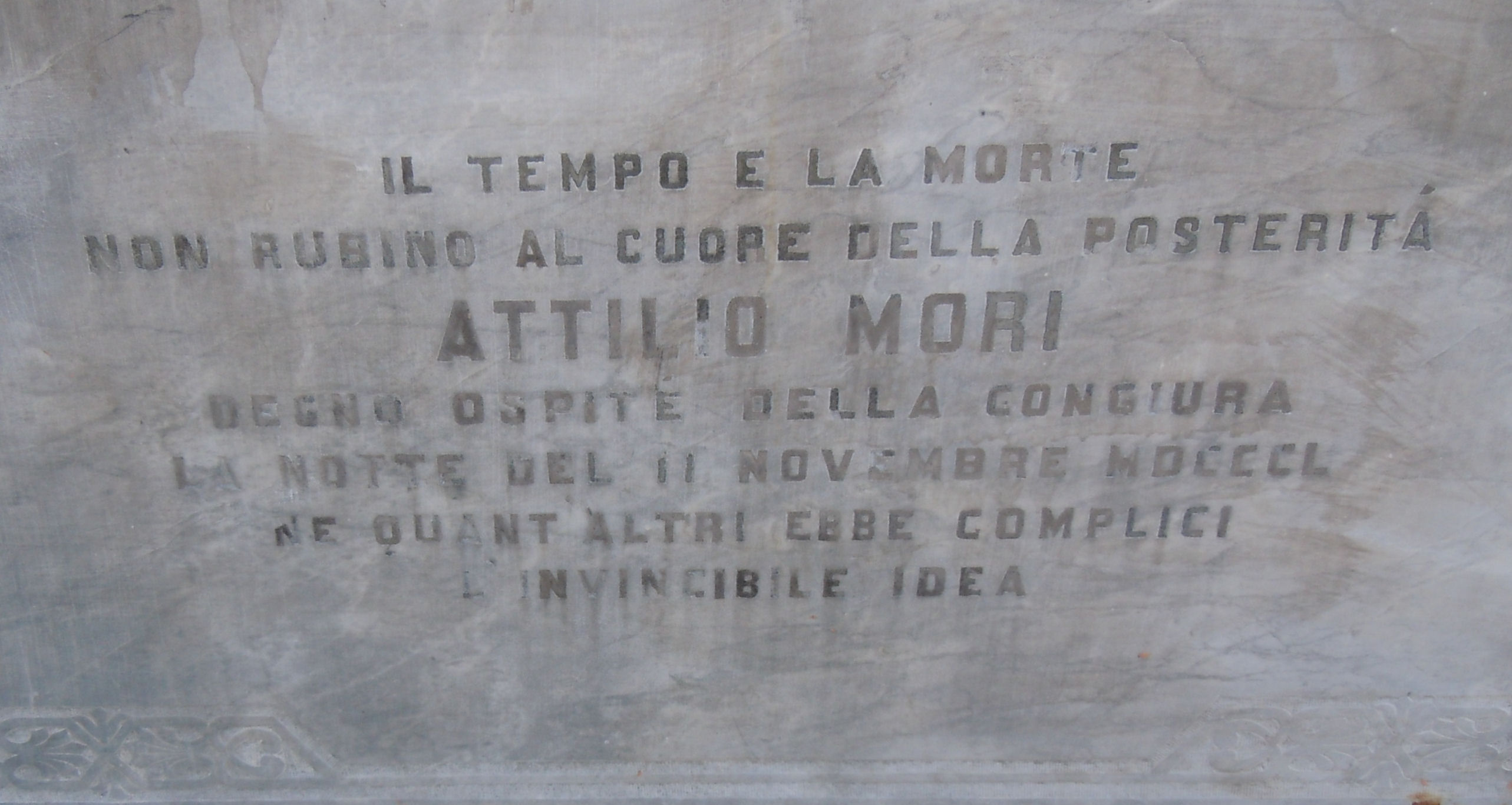
Lapide ad Attilio Mori posta sul monumento ai Martiri di Belfiore